# فهرست فرودگاه‌ها بر پایه کد ایکائو: N
فهرست فرودگاه‌ها بر پایه کد فرودگاهی ایکائو: A - B - C - D - E - F - G - H - I - J - K - L - M - N - O - P - Q - R - S - T - U - V - W - X - Y - Z
ببینید: فهرست فرودگاه‌ها بر پایه کد یاتا
نحوهٔ چینش اطلاعات:
- ایکائو؛ (یاتا)؛ نام فرودگاه؛ مکان فرودگاه

## NC -جزایر کوک
همچنین رده و فهرست را ببینید.
- NCAI (AIT) فرودگاه آیتوتاکی (Araura Airport) آیتوتاکی (Araura)
- NCAT (AIU) فرودگاه انوئا آتیو (Enua Manu)
- NCMG (MGS) فرودگاه مانگایا مانگایا (Auau Enua)
- NCMH (MHX) فرودگاه جزیره مانیهیکی مانیهیکی (Humphrey Island)
- NCMK (MUK) فرودگاه مائوکه مائوکه (Akatoka Manava)
- NCMN Manuae airstrip Manuae Island
- NCMR (MOI) فرودگاه میتیارو (Nukuroa Airport) میتیارو (Nukuroa)
- NCPY (PYE) فرودگاه تونگاروا پنرین (Tongareva)
- NCRG (RAR) فرودگاه بین‌المللی راروتونگا آواروآ، راروتونگا

## NF -فیجی،تونگا

### فیجی
همچنین رده و فهرست را ببینید.
- NFCI (ICI) فرودگاه سیسیا Cicia
- NFCS (CST) Castaway Island Airport Castaway Island (Qalito), Mamanuca Islands
- NFFA (BFJ) Ba Airport Ba، ویتی لوو
- NFFN (NAN) فرودگاه بین‌المللی نادی نادی، ویتی لوو
- NFFO (PTF) فرودگاه مالولو لایلای Malolo Lailai
- NFFR (RBI) Rabi Airport Rabi
- NFKB Kaibu airstrip KaibuIsland
- NFKD (KDV) فرودگاه وونیسیا Vunisea (Namalata), Kadavu
- NFMA (MNF) فرودگاه مانا آیلند Mana Island
- NFMO (MFJ) فرودگاه موالا Moala
- NFNA (SUV) فرودگاه بین‌المللی نوسوری سووا، ویتی لوو
- NFNB (LEV) فرودگاه صحرایی لوکا Bureta
- NFND (PHR) Pacific Harbour / Deumba SPB Pacific Harbour / Deuba، ویتی لوو
- NFNG (NGI) فرودگاه انگائو  Ngau  (Gau), Ngau Island
- NFNH (LUC) Laucala Airport Laucala Island (Lauthala Island)
- NFNK (LKB) فرودگاه لکبا Lakeba (Lakemba)
- NFNL (LBS) فرودگاه لاباسا Labasa (Lambasa), وانوا لوو
- NFNM (TVU) فرودگاه ماتی Matei، Taveuni
- NFNO (KXF) فرودگاه کورو Koro
- NFNR (RTA) فرودگاه روتوما روتوما
- NFNS (SVU) Savu Savu Airport Savu Savu
- NFNU (BVF) Bua Airport Bua، وانوا لوو
- NFNV (VAU) Vatukoula Airport Vatukoula، ویتی لوو
- NFNW (KAY) Wakaya Airport Wakaya
- NFOL (ONU) Ono-i-Lau Airport Ono-i-Lau
- NFSW (YAS) Yasawa Airport Yasawa
- NFVB (VBV) فرودگاه وانوابالاوو Vanua Balavu (Vanuabalavu)
- NFVL (VTF) Vatulele Airport Vatulele

### تونگا
همچنین رده و فهرست را ببینید.
- NFTE (EUA) فرودگاه اوا Eua
- NFTF (TBU) فرودگاه بین‌المللی فوآموتو نوکوآلوفا، تونگاتاپو
- NFTL (HPA) فرودگاه جزیره لیفوکا (Salote Pilolevu Airport) Lifuka، هاآپایی
- NFTO (NFO) فرودگاه ماتاهو Niuafo'ou
- NFTP (NTT) فرودگاه نیوتوپوتاپو (Kuini Lavenia Airport) Niuatoputapu
- NFTV (VAV) فرودگاه بین‌المللی واوایو (Lupepau'u Airport) جزیره واوائو

## NG -کیریباتی(western–جزایر گیلبرت)،تووالو

### کیریباتی
همچنین رده و فهرست را ببینید.
- NGAB (ABF) فرودگاه ابایانگ اتل آبایانگ
- NGBR (BEZ) فرودگاه جزیره برو برو
- NGKT (KUC) Kuria Airport Kuria
- NGMA (MNK) Maiana Airport مایانا
- NGMK (MZK) فرودگاه ماراکی ماراکی
- NGMN (MTK) Makin Airport Makin
- NGNU (NIG) فرودگاه نیکونائو نیکوناو
- NGON (OOT) Onotoa Airport اونوتوآ
- NGTA (TRW) فرودگاه بین‌المللی بونریکی تاراوای جنوبی
- NGTB (AEA) فرودگاه ابماما آتول آبماما
- NGTE (TBF) Tabiteuea North Airport Tabiteuea North
- NGTM (TMN) Tamana Airport Tamana
- NGTO (NON) Nonouti Airport نونوتی
- NGTR (AIS) فرودگاه جزیره آرورا Arorae
- NGTS (TSU) Tabiteuea South Airport Tabiteuea South
- NGTU (BBG) فرودگاه بوتاریتاری اتول بوتاری تاری
- NGUK (AAK) فرودگاه آراناکا آرانوکا

### تووالو
همچنین رده و فهرست را ببینید.
- NGFU (FUN) فرودگاه بین‌المللی فونافوتی فونافوتی

## NI -نیووی
همچنین رده و فهرست را ببینید.
- NIUE (IUE) فرودگاه بین‌المللی نیو الوفی

## NL -والیس و فوتونا
همچنین رده و فهرست را ببینید.
- NLWF (FUT) فرودگاه پوانت ول (Maopoop Airport) Futuna Island
- NLWW (WLS) فرودگاه ایئیفو جزیره والیس

## NS -ساموآ،ساموآی آمریکا

### ساموآ
همچنین رده و فهرست را ببینید.
- NSAU (AAU) فرودگاه اساو Asau
- NSFA (APW) فرودگاه بین‌المللی فالئولو آپیا
- NSFI (FGI) Fagali'i Airport فرودگاه فاگالی
- NSMA (MXS) فرودگاه ماوتا Salelologa

### ساموآی آمریکا
همچنین رده و فهرست را ببینید.
- NSAS (OFU)– فرودگاهافو– Ofu Island
- NSFQ (FAQ)– فرودگاه فیتیوتا– Fitiuta
- NSTU (PPG)– فرودگاه بین‌المللی پاگو پاگو (Tutuila Intl)– پاگو پاگو

## NT -پلی‌نزی فرانسه
همچنین رده و فهرست را ببینید.
- NTAA (PPT) فرودگاه بین‌المللی فاآ Faa'a، تاهیتی
- NTAR (RUR) فرودگاه روروتو Rurutu، جزایر آسترل
- NTAT (TUB) Tubuai Airport توبوای، جزایر آسترل
- NTGA (AAA) فرودگاه آنا Anaa، مجمع‌الجزایر توآموت
- NTGB (FGU) Fangatau Airport Fangatau، مجمع‌الجزایر توآموت
- NTGC (TIH) فرودگاه تیکهاو Tikehau
- NTGD (APK) Apataki Airport Apataki، مجمع‌الجزایر توآموت
- NTGE (REA) Reao Island Airport Reao، مجمع‌الجزایر توآموت
- NTGF (FAV) Fakarava Airport Fakarava
- NTGH (HHZ) Hikueru Airport Hikueru، مجمع‌الجزایر توآموت
- NTGI (XMH) فرودگاه مانیهی Manihi، مجمع‌الجزایر توآموت
- NTGJ (GMR) فرودگاه توتوژوژی فرودگاه توتوژوژی، جزایر گامبیر
- NTGK (KKR) Kaukura Airport Kaukura Atoll
- NTGM (MKP) Makemo Airport Makemo، مجمع‌الجزایر توآموت
- NTGN (NAU) Napuka Airport ناپوکا، Disappointment Islands
- NTGO (TKV) Tatakoto Airport Tatakoto
- NTGP (PKP) Puka-Puka Airport Puka-Puka، مجمع‌الجزایر توآموت
- NTGQ (PUK) Pukarua Airport Pukarua، مجمع‌الجزایر توآموت
- NTGT (TKP) Takapoto Airport Takapoto، مجمع‌الجزایر توآموت
- NTGU (AXR) Arutua Airport Arutua
- NTGV (MVT) Mataiva Airport Mataiva، مجمع‌الجزایر توآموت
- NTGW (NUK) Nukutavake Airport Nukutavake
- NTKH (FHZ) Fakahina Airport Fakahina
- NTKN Niau Airport Niau
- NTKO (RRR) فرودگاه راروئیا Raroia
- NTKR (TKX) Takaroa Airport Takaroa
- NTMD (NHV) Nuku-Hiva Airport نوکو هیوا، جزایر مارکیز
- NTMN (AUQ) فرودگاه اتوونا هیوا اوآ، جزایر مارکیز
- NTMP (UAP) Ua Pou Airport جزایر مارکیز
- NTMU (UAH) Ua-Huka Airport اوئا هوکا، جزایر مارکیز
- NTTB (BOB) فرودگاه بورا بورا (Motu-Mute Airport) بورا بورا, located on Moto Mute
- NTTE (TTI) Tetiaroa Airport جزایر انجمن
- NTTG (RGI) فرودگاه رانگیروا Rangiroa، مجمع‌الجزایر توآموت
- NTTH (HUH) فرودگاه هواهین–فر Huahine، جزایر بادپناه (جزایر انجمن)
- NTTM (MOZ) فرودگاه موریا موئورئا، جزایر بادگیر (جزایر انجمن)
- NTTO (HOI) فرودگاه هاو Hao Island
- NTTP (MAU) فرودگاه ماپیتی Maupiti
- NTTR (RFP) Uturoa Airport Raiatea، جزایر انجمن
- NTUV (VHZ) Vahitahi Airport Vahitahi

## NV -وانواتو
همچنین رده و فهرست را ببینید.
- NVSA (MTV) موتا لاوا فرودگاه Mota Lava
- NVSC (SLH) فرودگاه وانوا لاوا Sola
- NVSE (EAE) Siwo Airport –  Émaé
- NVSF (CCV) فرودگاه کریگ کوو Craig Cove
- NVSG (LOD) Longana Airport Longana
- NVSH (SSR) Sara Airport Sara
- NVSL (LPM) فرودگاه ماله‌کولا Lamap
- NVSM (LNB) Lamen Bay Airport Lamen-Bay
- NVSN (MWF) Maewo-Naone Airport Maewo
- NVSO (LNE) Lonorore Airport Lonorore
- NVSP (NUS) فرودگاه نورساپ Norsup
- NVSQ (ZGU) فرودگاه گاوا Gaua
- NVSR (RCL) Redcliff Airport Redcliff
- NVSS (SON) فرودگاه بین‌المللی سانتوپکا Luganville، اسپیریتو سانتو (وانواتو)
- NVST (TGH) Tongoa Airport Tongoa
- NVSU (ULB) Ulei Airport  Ulei
- NVSV (VLS) Valesdir Airport Valesdir
- NVSW (WLH) Walaha Airport Walaha
- NVSX (SWJ) South West Bay Airport South West Bay
- NVVA (AUY) فرودگاه اناتوم Anatom
- NVVB (AWD) فرودگاه انیوا Aniwa
- NVVD (DLY) فرودگاه دیلون Dillon's Bay
- NVVF (FTA) فرودگاه فوتونا Futuna
- NVVI (IPA) فرودگاه آیپوتا Ipota
- NVVQ (UIQ) Quoin Hill Airport Quoin Hill
- NVVV (VLI) فرودگاه بین‌المللی باورفیلد پورت ویلا
- NVVW (TAH) فرودگاه وایت‌گرس Tanna

## NW -کالدونیای جدید
همچنین رده و فهرست را ببینید.
- NWWA (TGJ) Tiga Airport Tiga Island
- NWWC (BMY) Belep Islands Airport Waala، بلپ
- NWWD (KNQ) فرودگاه کونه Koné
- NWWE (ILP) Moue Airport L'Île-des-Pins
- NWWH (HLU) Nesson Airport Houailou
- NWWI (HNG) Hienghene Airport Hienghene
- NWWK (KOC) Koumac Airport Koumac
- NWWL (LIF) Ouanaham Airport (Wanaham Airport) جزیره لیفو
- NWWM (GEA) فرودگاه نومئا مجنتا نومئا
- NWWO (IOU) Ile Ouen/Edmond Cane Airport Ile Ouen
- NWWP (PUV) Poum Airport Poum
- NWWQ (PDC) Nickel Airport Mueo
- NWWR (MEE) La Roche Airport جزیره ماره
- NWWT La Foa - Oua Tom Airport La Foa
- NWWU (TOU) Touho Airport Touho
- NWWV (UVE) Ouloup Airport اوویا
- NWWW (NOU) فرودگاه بین‌المللی لا تنتوتا نومئا
- NWWX فرودگاه کنالا Canala

## NZ -نیوزیلند
همچنین رده و فهرست را ببینید.
- NZAA (AKL) فرودگاه آوکلند آوکلند
- NZAL Avalon Heliport لور هوت، ولینگتون
- NZAP (TUO) فرودگاه تاو Taupo
- NZAR (AMZ) فرودگاه آردمور (نیوزلند) آوکلند
- NZAS (ASG) فرودگاه اشبرتون Ashburton
- NZAU Waiouru Airfield Waiouru
- NZBA فرودگاه بالکلوتها Balclutha
- NZBC ASB Bank Centre Heliport آوکلند
- NZBW Burwood Hospital Heliport کرایست‌چرچ
- NZOI Motiti Island تائورانگا
- NZCH (CHC) فرودگاه بین‌المللی کرایست‌چرچ کرایست‌چرچ
- NZCI (CHT) فرودگاه چتم آیلند/توتا جزایر چاتام
- NZCS فرودگاه کرامول ریسکرس Cromwell
- NZCX (CMV) فرودگاه کورومندل Coromandel Peninsula، جزیره شمالی
- NZDA (DGR) فرودگاه دارگاویل Dargaville
- NZDC Dunedin City Heliport دنیدن
- NZDH Dunedin Hospital Heliport دنیدن
- NZDN (DUD) فرودگاه بین‌المللی دنیدن Mosgiel، دنیدن
- NZDV فرودگاه دانویرک Dannevirke
- NZFF فرودگاه صحرایی فارست Rangiora
- NZFI فرودگاه فیلدینگ Feilding
- NZFJ Franz Josef Aerodrome Franz Josef Village
- NZFP Foxpine Aerodrome Foxton
- NZGA فرودگاه گلتی Galatea
- NZGB (GBZ) گریت بریر فرودگاه جزیره گریت بارئیر
- NZGC Gore Aerodrome Gore
- NZGI Garden City Heliport کرایست‌چرچ
- NZGM (GMN) فرودگاه گری‌موس Greymouth
- NZGR Great Mercury Aerodrome Great Mercury Island
- NZGS (GIS) فرودگاه گیسبورن Gisborne
- NZGT (GTN) فرودگاه گلنتانر Lake Pukaki
- NZGY Glenorchy Aerodrome Glenorchy
- NZHA Hawera Aerodrome Hawera
- NZHK (HKK) Hokitika Aerodrome Hokitika
- NZHN (HLZ) فرودگاه بین‌المللی همیلتون هامیلتون (نیوزیلند)
- NZHR Hanmer Springs Aerodrome Hanmer Springs
- NZHS فرودگاه هاستینگز (نیوزلند) Hastings
- NZHT فرودگاه هاست Haast
- NZIR McMurdo آیس رانوی جنوبگان
- NZJA Tauranga Hospital Heliport تائورانگا
- NZJC Christchurch Hospital Heliport کرایست‌چرچ
- NZJE Dargaville Hospital Heliport Dargaville
- NZJG Gisborne Hospital Heliport Gisborne
- NZJH Hastings Hospital Heliport Hastings
- NZJI Bay of Islands Heliport Kerikeri
- NZJK Kaitaia Hospital Heliport Kaitaia
- NZJL Auckland Hospital Heliport آوکلند
- NZJM Palmerston North Hospital Heliport پالمرستون نورث
- NZJO Rotorua Hospital Heliport Rotorua
- NZJQ Taranaki Base Hospital Heliport New Plymouth
- NZJR Whangarei Hospital Heliport وانگاری
- NZJS Southland/Kew Hospital Heliport اینورکارگیل
- NZJT Taumarunui Hospital Heliport Taumarunui
- NZJU Wanganui Hospital Heliport Wanganui
- NZJY Wairoa Hospital Heliport Wairoa
- NZJZ Taupo Hospital Heliport Taupo
- NZKE فرودگاه ویهک آیلند Waiheke Island
- NZKF Kaipara Flats Aerodrome Kaipara District
- NZKI (KBZ) فرودگاه کایکورا Kaikoura
- NZKK (KKE) فرودگاه کری‌کری Kerikeri / Bay of Islands
- NZKM Karamea Aerodrome Karamea
- NZKO (KKO) فرودگاه کایکوهه Kaikohe
- NZKT (KAT) فرودگاه کایتایا Kaitaia
- NZLT Lake Taupo Water Lake Taupo
- NZLX (ALR) فرودگاه الکساندارا Alexandra
- NZMA (MTA) Matamata Aerodrome Matamata
- NZMB Mechanics Bay Heliport آوکلند
- NZMC (MON) فرودگاه ماونت کوک کوه کوک
- NZME Mercer Aerodrome Mercer
- NZMF (MFN) فرودگاه میلفورد ساند تنگه میلفورد
- NZMH Masterton Hospital Heliport مسترتن
- NZMK (MZP) Motueka Aerodrome Motueka
- NZMO (TEU) Manapouri Aerodrome Te Anau / Manapouri
- NZMR Murchison Aerodrome Murchison
- NZMS (MRO) فرودگاه هود مسترتن
- NZMT Martinborough Aerodrome Martinborough
- NZMW Makarora Aerodrome Makarora
- NZNE فرودگاه آبی نورث شور آوکلند
- NZNH Nelson Hospital Heliport Nelson
- NZNP (NPL) فرودگاه نیو پلیموث New Plymouth
- NZNR (NPE) فرودگاه هاوکس بی Napier
- NZNS (NSN) فرودگاه نلسون (نیوزیلند) Nelson
- NZNV (IVC) فرودگاه اینورکارگیل اینورکارگیل
- NZOA Omarama Aerodrome Omarama
- NZOH (OHA) مرکز نیروی هوایی نیوزیلند در اوهاکئا ( RNZAF ) مرکز نیروی هوایی نیوزیلند در اوهاکئا
- NZOM Omaka Aerodrome Blenheim
- NZOP Opotiki Aerodrome Opotiki
- NZOU (OAM) پایگاه هوایی اومارو Oamaru
- NZPA Paihia Heliport Paihia
- NZPG پایگاه هوایی پگاسوس جنوبگان
- NZPI فرودگاه آبی پاراکای Parakai
- NZPM (PMR) فرودگاه بین‌المللی پالمرستون نورث پالمرستون نورث
- NZPN (PCN) Picton Aerodrome Picton - Koromiko
- NZPP (PPQ) فرودگاه کاپیتی کوست Paraparaumu
- NZQN (ZQN) فرودگاه کوئینزتاون Queenstown
- NZQW Queens Wharf Heliport ولینگتون
- NZRA (RAG) Raglan Aerodrome Raglan
- NZRC (SZS) فرودگاه رین س کریک Halfmoon Bay، Stewart Island
- NZRK Rangitaiki Aerodrome Rangitaiki
- NZRO (ROT) فرودگاه بین‌المللی رتروا Rotorua
- NZRT Rangiora Aerodrome Rangiora
- NZRU Waiouru Airbase (NZ Army) Waiouru
- NZRW Ruawai Aerodrome Ruawai
- NZRX Roxburgh Aerodrome Roxburgh
- NZSD Stratford Aerodrome Stratford
- NZSP ایستگاه تحقیقاتی اسکات آمونسن جنوبگان
- NZTG (TRG) فرودگاه تائورانگا تائورانگا
- NZTH (TMZ) Thames Aerodrome Thames
- NZTI Taieri Aerodrome Dunedin
- NZTK (KTF) فرودگاه تاکاکا  Takaka
- NZTL Tekapo Aerodrome Tekapo
- NZTM Taumarunui Aerodrome Taumarunui
- NZTN Turangi Aerodrome Turangi
- NZTO (TKZ) Tokoroa Aerodrome Tokoroa
- NZTT Te Kuiti Aerodrome Te Kuiti
- NZTU (TIU) فرودگاه ریچارد پیرس Timaru
- NZTZ Te Anau Aerodrome Te Anau
- NZUK (TWZ) Pukaki Aerodrome Twizel
- NZUN Pauanui Beach Aerodrome Pauanui
- NZVL پایگاه هوایی ماندویل Mandeville، Gore
- NZVR Taihape Aerodrome Taihape
- NZWB (BHE) فرودگاه وودبورن Blenheim (ICAO code also listed as NZBM)
- NZWD فرودگاه صحرایی ولیامز جنوبگان
- NZWF (WKA) فرودگاه واناکا Wanaka
- NZWG  فرودگاه ویگرام Wigram، کرایست‌چرچ closed March 1, 2009
- NZWH Wellington Hospital Heliport ولینگتون
- NZWK (WHK) Whakatane Aerodrome Whakatane
- NZWM Waimate Aerodrome Waimate
- NZWN (WLG) فرودگاه بین‌المللی ولینگتون ولینگتون
- NZWO (WIR) فرودگاه ویروآ Wairoa
- NZWP مرکز نیروی هوایی نیوزیلند در اوکلند آوکلند
- NZWR (WRE) فرودگاه وانگری وانگاری
- NZWL (WML) فرودگاه وست ملتون West Melton
- NZWS (WSZ) فرودگاه وستپورت (نیوزیلند) Westport
- NZWT (WTZ) Whitianga Aerodrome Whitianga
- NZWU (WAG) فرودگاه وانگانیوی Wanganui
- NZWV Waihi Beach Aerodrome Waihi Beach
- NZYP Waipukurau Aerodrome Waipukurau